# Illuminate (Leprous)
Illuminate è un singolo del gruppo musicale norvegese Leprous, pubblicato il 18 agosto 2017 come terzo estratto dal quinto album in studio Malina.

## Video musicale
Il video, diretto da Costin Chioreanu e girato in Romania, è stato diffuso in anteprima attraverso il sito di Team Rock, venendo pubblicato successivamente anche attraverso il canale YouTube della Inside Out Music.

## Tracce
1. Illuminate – 4:21

## Formazione
Gruppo
- Einar Solberg – voce, tastiera
- Tor Oddmund Suhrke – chitarra
- Robin Ognedal – chitarra
- Simen Børven – basso
- Baard Kolstad – batteria

Produzione
- David Castillo – produzione, registrazione
- Fredrik Klingwall – produzione tastiera
- Jens Bogren – missaggio
- Tony Lindgren – mastering
- Linus Corneliusson – montaggio